# Charles Pahud de Mortanges
Charles Ferdinand Pahud de Mortanges ('s-Gravenhage, 13 de maio de 1896 -  7 de abril de 1971) foi um adestrador e oficial holandês, tetracampeão olímpico.

## Carreira
Charles Pahud de Mortanges representou seu país nos Jogos Olímpicos de 1924, 1928, 1932 e 1936, na qual conquistou a medalha de ouro no CCE por equipes, em 1924 e 1928, e no individual 1928 e 1932.